# Хламидиоза
Хламидиозата (от гръцки: χλαμύδα – „наметало“) е една от най-разпространените болести, предавани по полов път. Причинява се от бактерията Chlamydia trachomatis (или други видове от семейство Chlamydiaceae). Често заразените нямат симптоми. Ако инфекцията не се лекува, може да доведе до безплодие и други здравословни проблеми. Лекува се с антибиотици.
Инфекция от същата бактерия в очите води до болестното състояние трахома и е една от водещите причини за ослепяване и лошо зрение в света.